# ランキン・コーエンブラケット
数学において、2つのモジュラー形式のRankin–Cohen ブラケット (Rankin–Cohen bracket) は別のモジュラー形式であり、2つのモジュラー形式の積を一般化する。
 Rankin (1956, 1957) はモジュラー形式の微分の多項式がモジュラー形式であるための一般的な条件をいくつか与え、 Cohen (1975) は Rankin-Cohen ブラケットを与えるような多項式の明示的な例を見つけた。それらは Zagier (1994) によって名づけられた。彼は Rankin–Cohen 代数をブラケットに対して抽象的な設定として導入した。

## 定義
f と g がそれぞれウェイト k と h のモジュラー形式であれば、それらの n 次 Rankin–Cohen ブラケット [f,g]n は次で与えられる。
{\displaystyle [f,g]_{n}=\sum _{r+s=n}(-1)^{r}{\binom {k+n-1}{r}}{\binom {h+n-1}{s}}{\frac {d^{r}f}{d\tau ^{r}}}{\frac {d^{s}g}{d\tau ^{s}}}\ .}
これはウェイト k + h + 2n のモジュラー形式である。

## 表現論
Rankin–Cohen ブラケットのミステリアスな数式は表現論の言葉で説明することができる。モジュラー形式は  SL2(R)/SL2(Z) 上の関数の空間における SL2(R) の離散級数表現に対する最小のウェイトのベクトルと見なすことができる。モジュラー形式 f と g に対応する2つの最小ウェイトの表現のテンソル積は、非負整数 n で添え字づけられた最小ウェイトの表現の直和として分裂する。そして短い計算によって対応する最小ウェイトのベクトルが Rankin–Cohen ブラケット [f,g]n であることがわかる。